# 아흐메드 야세르
아흐메드 야세르(1994년 5월 17일 ~ )는 카타르의 축구 선수이다.

## 국가대표 경력
그는 2013년 카타르대표팀에 데뷔했다. 그는 국제 A매치 29경기에 출전했다.

## 통계
| 카타르 | 카타르 | 카타르 |
| 연도   | 출전   | 골     |
| ------ | ------ | ------ |
| 2013   | 2      | 0      |
| 2014   | 1      | 0      |
| 2015   | 8      | 0      |
| 2016   | 10     | 0      |
| 2017   | 8      | 0      |
| 합계   | 29     | 0      |